# Rivière Laverdière
Pour les articles homonymes, voir Laverdière.
La rivière Laverdière est un affluent de la rive nord de la rivière Bourlamaque, coulant dans le canton de Senneville, dans la ville de Val d’Or, dans la municipalité régionale de comté (MRC) de La Vallée-de-l'Or, dans la région administrative du Abitibi-Témiscamingue, au Québec, au Canada.
La foresterie est l’activité principale de ce bassin versant. Les activités récréotouristiques arrivent en second.
La surface de la rivière Laverdière est généralement gelée de la mi-décembre à la mi-avril.

## Géographie
Les bassins versants voisins de la rivière Laverdière sont :
- côté nord : lac Senneville, rivière Senneville, lac Fiedmont ;
- côté est : lac Pascalis, lac Tiblemont, rivière Pascalis, rivière Tiblemont ;
- côté sud : rivière Bourlamaque, rivière Sabourin, rivière Colombière, rivière des Outaouais, rivière Kânitawigamitek ;
- côté ouest : lac Blouin, rivière Harricana.

Le lac Laverdière (longueur : 1,9 km ; altitude : 310 m) constitue le lac de tête de la rivière Laverdière.
L’embouchure du lac Laverdière est situé à :
- 3,4 km au nord-est de la confluence de la rivière Laverdière avec la rivière Bourlamaque (lac Laverdière) ;
- 8,5 km à l'est de l’embouchure de la rivière Bourlamaque avec le lac Blouin ;
- 32,3 km à l'est de la confluence de la rivière Harricana avec le lac Malartic ;
- 3,9 km à l'est lac Senneville ;
- 18,4 km au nord-est du centre-ville de Val-d’Or.

À partir de l’embouchure du lac Laverdière, la rivière Laverdière coule sur 4,1 km en coupant le chemin Fortier, puis en passant entre le chemin Beaulieu (situé du côté est de la rivière) et la route 397 (située du côté ouest), jusqu’à son embouchure située dans une petite zone de marais.
La rivière Laverdière se déverse sur la rive nord de la rivière Bourlamaque à :
- 6,3 km à l'est de l’embouchure de la rivière Bourlamaque qui se déverse dans le lac Blouin ;
- 7,9 km à l'est de l’embouchure du lac Blouin qui constitue le lac de tête de la rivière Harricana ;
- 30,2 m à l'est de la décharge de la rivière Harricana sur la rive est du lac Malartic ;
- 15,0 km au nord-est du centre-ville de Val d’Or.

## Toponymie
Le toponyme rivière Laverdière a été officialisé le 5 décembre 1968 à la Commission de toponymie du Québec, soit lors de sa fondation.